# Leonhard I. von Taxis

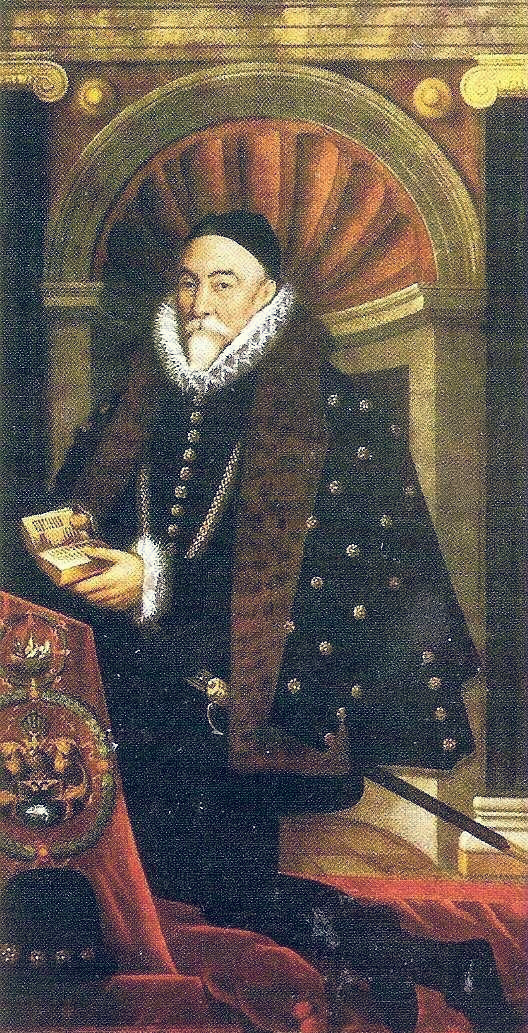
Zeitgenössisches Gemälde

Leonhard I. von Taxis, frz. Leonard de Tassis, (* um 1522; † 5. Mai 1612 in Brüssel) wurde nach dem Tod seines Bruders Franz II. von Taxis am 31. Dezember 1543 zum Generalpostmeister ernannt. Im Jahre 1546 heiratete er in erster Ehe Margaretha Damant († 12. Oktober 1549) und vor 1556 in zweiter Ehe Louise Boisot de Rouha († am 10. Juli 1610). Kaiser Rudolf II. ernannte ihn im Jahre 1606 zum Kaiserlichen Kämmerer und am 16. Januar 1608 zum erblichen Reichsfreiherren.

## Werdegang
Leonhard, ein Sohn des Generalpostmeisters Johann Baptista von Taxis, wurde nach der kurzen Amtszeit seines älteren Bruders Franz mit der Bestallungsurkunde Kaiser Karls V. vom 31. Dezember 1543 zum Generalpostmeister (chief et maistre general des postes) ernannt. Zu diesem Zeitpunkt war er noch minderjährig und stand unter der Vormundschaft Seraphins I. von Taxis. Am 8. Mai 1545 verbot Karl V. allen Kaufleuten in den Niederlanden, insbesondere denen aus Antwerpen, Briefe anzunehmen und durch Boten oder Kuriere aus den Niederlanden mittels Pferdewechsel zu befördern, sofern sie nicht durch den Antwerpener Postmeister Anton von Taxis dazu beauftragt waren. 1546 übereignete Leonhard von Taxis die kaiserlichen Postämter Rheinhausen und Augsburg an seinen Vormund Seraphin I. von Taxis.
Nach ersten Versuchen ließ Leonhard spätestens 1551 eine wöchentlich verkehrende Ordinari-Post auf dem Niederländischen Postkurs als allgemein zugängliche Post einrichten, dies vor allem wegen der Kaufmannschaft in Augsburg und Antwerpen. Hierzu erließ Leonhard per Rundschreiben eine Postordnung, die sich jedoch mehr auf Postreisende bezog. Die Posthalter durften nur kaiserlichen Kurieren Pferde und Führer zur Verfügung stellen. Im November desselben Jahres erließ Karl V. die Verordnung, dass kein Außenstehender in Flandern befugt sei, das Posthorn zu führen oder nachts zu blasen, um sich die Tore öffnen zu lassen.

## Zeit nach Karl V.
Nach der Abdankung Karls V. als spanischem König am 26. Oktober 1555, bestätigte dessen Nachfolger König Philipp II. nur einen Tag später in Brüssel Leonhard von Taxis in seinen Ämtern. Am 15. Februar 1556 erhielt Leonhard die Bestallungsurkunde als Generalpostmeister der Spanischen Niederlande. Am 21. August 1563 bestätigte ihn auch Kaiser Ferdinand I. als Generaloberstpostmeister im Reich und den Österreichischen Erblanden, soweit es die Niederländische Transitroute betraf. In demselben Erlass wurde noch einmal betont, dass König Philipp II. die Kosten zu tragen hatte. Bis 1563 verwaltete Christoph von Taxis die beiden Augsburger Postämter. Ab Mitte 1563 sollte Seraphin II. von Taxis das spanisch-niederländische Postamt übernehmen. Nachdem Christoph die Herausgabe verweigert hatte, schaltete sich Leonhard ein. Am 24. August 1564 vereinbarte er mit Kaiser Maximilian II. eine Zusammenlegung der beiden Augsburger Postämter unter Führung von Brüssel. Zunächst wurde Innozenz von Taxis Postmeister, wogegen Seraphin II. von Taxis erfolgreich prozessierte. Im Jahre 1567 erzwang er seine Einstellung. Der Streit mit Leonhard wurde auch 1568 fortgesetzt. Die Zahlungen an die Posthalter von Rheinhausen bis Augsburg wurden eingestellt. Im Herbst protestierten die Posthalter vergebens gegen die Zahlungsrückstände. Danach kam es zum Bummelstreik. Maximilian II. musste 1570 auf dem Reichstag zu Speyer den Posthaltern 400 Gulden zahlen, um die Nachrichtenverbindung zu seinem Hof aufrechtzuerhalten.

## Die Situation während des Aufstands der Niederlande
Die finanzielle Situation von Leonhard in Brüssel verschlechterte sich in den Folgejahren noch mehr. Im Jahre 1574 kam es zu einem weiteren spanischen Staatsbankrott. Alle Zahlungen aus Lille an die Brüsseler Postzentrale wurden eingestellt. Der Staatsstreich in den Niederlanden führte am 4. September 1576 zur Verhaftung seines Bruders, des Diplomaten Johann Baptista von Taxis, in Brüssel. Leonhard konnte jedoch die Freilassung seines jüngeren Bruders erreichen. Nach weiteren Unruhen in Brüssel flohen Leonhard und dessen Sohn Lamoral Ende Januar 1577 in das Feldlager von Don Juan d’Austria nach Luxemburg. Am 7. Dezember 1577 erklärten die Generalstaaten die Absetzung des niederländischen Statthalters Don Juan d’Austria, die Konfiszierung von Leonhards Besitz in Brüssel und dessen Absetzung als Leiter des niederländischen Postwesens. Nachfolger wurde ein Niederländer namens Johann Hinckart.

## Machtkämpfe und Wiedereinsetzungen
Erst am 25. Oktober 1579 wurde Leonhard I. als Niederländischer Postmeister in Brüssel wiedereingesetzt. Seraphin II. von Taxis, der Augsburger Postmeister, unternahm 1580 den Versuch, das Generalpostmeisteramt im Reich zu übernehmen. Leonhard verbündete sich mit dem Kölner Postmeister Henot und bewarb sich selbst ein zweites Mal um dieses Amt. Der Tod Seraphins im Januar 1582 schaltete diesen als Bewerber aus. Als nächster Konkurrent trat Leonhards Sohn Lamoral auf. Leonhard hatte ihn im März 1584 zusammen mit Henot ins Reich geschickt, um die Schulden bei den Posthaltern zu bezahlen. In Augsburg bewarb sich Lamoral plötzlich um das Amt des Generalpostmeisters und versuchte, den Kölner Postmeister zu entmachten. Der Kaiser akzeptierte Lamoral, verlangte aber, dass die aufgelaufenen Schulden gegenüber den Posthaltern bezahlt würden. Diese Auflage konnte Lamoral nicht erfüllen.
In den Niederlanden bestätigte der spanische König Philipp II. Leonhard als Generalpostmeister. Damit war Lamorals Vorstoß gescheitert. Im Februar 1586 verständigte sich Leonhard mit seinem Sohn und schickte im September 1586 Jacob Henot auf eine Inspektionsreise zur Beruhigung der Posthalter. Am 15. März 1587 kam es zur Wiederaufnahme der Ordinari-Post nach Rheinhausen, Augsburg, Prag und Italien. In den folgenden Jahren bewarb sich der Kölner Postmeister Jacob Henot um das Amt des Generalpostmeisters. Er wollte eine sich selbst finanzierende Post einrichten, scheiterte aber.
Ab 1590 begannen in Brüssel Verhandlungen, Leonhard wieder, wie schon zu Zeiten Kaiser Ferdinands I, als Generalpostmeister im Reich einzusetzen. Noch zögerte Kaiser Rudolf II. In den nächsten Jahren verbesserte sich Leonhards finanzielle Situation dank spanischer Zuschüsse in den Niederlanden. Am 18. Februar 1594 begannen weitere Verhandlungen mit der Augsburger Postkommission, und am 16. Juni 1595 erhielt Leonhard einen Bestallungsbrief des Kaisers für alle Posten im Deutschen Reich, soweit sie vom spanischen König Philipp II. unterhalten wurden. Am 15. Januar 1596 wurden die Zahlungsmodalitäten für die Posthalter in Augsburg durch drei Vertreter Leonhards namens Herbais, Henot und Calepio festgelegt. In der neuen Postordnung vom 16. Oktober 1596 wurden alle Posthalter am Niederländischen Postkurs zwischen Brüssel und Augsburg auf Leonhard I. von Taxis vereidigt.

## Leiter der Kaiserlichen Reichspost
Nach der Verkündigung des Reichspostregals durch Kaiser Rudolf ritt im Januar 1597 die erste Ordinari-Stafette der Kaiserlichen Reichspost. Leonhard blieb in Brüssel. Für die Poststationen im Reich war zunächst Jacob Henot zuständig und ab 1601 der Augsburger Postmeister Octavio von Taxis. Leonhards Verbindungsmann zum Kaiserhof Rudolfs II. in Prag war sein Sohn Lamoral. Dieser erreichte am 25. Oktober 1603 eine kaiserliche Verschreibung des Postamtes Köln und der Posten bis Wöllstein an Leonhard, Lamoral und dessen Sohn Leonhard II. von Taxis, nachdem er auf den jährlichen Zuschuss von 500 Gulden durch das Reichspfennigamt verzichtet hatte. Daraufhin verlor der Kölner Postmeister Jacob Henot sein Amt.
In den nächsten Jahren übernahm Leonhards Sohn Lamoral immer mehr Aufgaben seines Vaters, ohne dass es zu einer Erweiterung des Postnetzes im Reich kam.
Die Erhebung von Leonhard und Lamoral von Taxis in den erblichen Reichsfreiherrenstand durch Rudolf II. erfolgte am 16. Januar 1608.
Leonhard I. von Taxis starb am 5. Mai 1612 im Alter von 90 Jahren und wurde in der Brüsseler Kathedrale Notre Dame du Sablon beigesetzt.

## Kurioses
In einer Urkunde des spanischen Königs Philipps II. vom 5. Dezember 1565 wird behauptet, dass Leonhards Vorfahren bereits seit 100 Jahren, zu Zeiten Kaiser Friedrichs ein geregeltes Post- und Kurierwesen eingeführt hätten und dass sie seitdem Postmeister in den Königreichen und Ländern waren. Dieses Dokument, das durch keine historischen Quellen gestützt wird, wurde häufig von älteren Postgeschichtlern herangezogen, um das hohe Alter der Post im deutschsprachigen Raum zu beweisen.

## Nachkommen
Folgende Kinder Leonhards sind auch als Erwachsene belegt:
- Christina († nach 1620), ⚭ am 15. Februar 1571 mit Jan von der Noot († 1611)
- Lamoral (1557–1624), Leonhards Nachfolger als Generalpostmeister
- Valeria (1573–1643), ⚭ am 12. Januar 1588 mit Augustin de Herrera, spanischer Gouverneur von Gent († 1612), später Nonne
- Margareta, ⚭ am 5. Februar 1596 mit Diego Rodriguez de Olivares, Gouverneur von Nieuwpoort